# II. Károly Emánuel savoyai herceg
II. Károly Emánuel (olaszul: Carlo Emanuele II di Savoia, franciául: Charles-Emmanuel II de Savoie; Torino, 1634. június 20. – Torino, 1675. június 12.), a Savoyai-házból származó olasz herceg, I. Viktor Amadé savoyai herceg és Franciaországi Krisztina gyermeke, aki Savoya uralkodó hercege 1638 és 1675 között. Titulusai közé tartozok még a Piemont fejedelme, Saluzzo márkija, Aosta, Genf, Maurienne és Nizza grófja, valamint Ciprus, Jeruzsálem és Örményország címzetes királya cím is.

## Élete
II. Károly Emánuel herceg 1634. június 20-án született Torinóban, a Savoyai-ház hercegi főágának tagjaként. Apja I. Viktor Amadé savoyai herceg, aki I. Savoyai Károly Emánuel és Spanyolországi Katalin Mihaéla infánsnő fia volt. Apai nagyapai dédapja Savoyai Emánuel Filibert herceg és Marguerite de Valois (I. Ferenc francia király leánya), míg apai nagyanyai dédszülei II. Fülöp spanyol király és Élisabeth de Valois (II. Henrik francia király leánya) voltak.
Anyja Franciaországi Krisztina, IV. Henrik francia király és Marie de’ Medici leánya volt. Anyai nagyapai dédszülei Antoine de Bourbon és Jeanne d’Albret navarrai királynő (Henri d’Albret leánya), anyai nagyanyai dédszülei Francesco de’ Medici és Ausztriai Johanna (I. Ferdinánd német-római császár leánya) voltak. Így Károly Emánuel a Savoyai vérvonal mellett, a francia Valois és Bourbon-házi, továbbá spanyol és osztrák Habsburg-házi, valamint olasz Medici-házi vérvonallal is rendelkezett.
Károly Emánuel 1659-ben találkozott először a Savoyai-ház carignanói ágából származó Maria Giovanna Battista hercegnővel (Marie-Jeanne-Baptiste de Savoie-Nemours, 1644–1724), akibe elsőre beleszeretett. Anyja ellenezte a házasságot, és arra biztatta fiát, hogy vegye feleségül Françoise Madeleine d’Orléans hercegnőt, anyai nagybátyjának, Gaston d’Orléans hercegnek leányát, XIV. Lajos francia király unokanővérét, aki egyben Károly Emánuel saját unokanővére is volt. Az házasságra végül sor került, először 1663. március 4-én meghatalmazottak útján (per procurationem) Párizsban, majd személyesen 1663. április 3-án Annecy városában.
Kapcsolatuk rövid életű volt, Károly Emánuel anyja 1663 végén, felesége 1664 elején hunyt el alig egy éves házasság után, gyermektelenül. Ezt követően már szabadon elvehette első szerelmét, Maria Giovanna Battistát. A pár 1665. május 20-án kötött házasságot Torinóban. Az ő kapcsolatukból összesen egy gyermek született:
- Viktor Amadé herceg (1666. május 14. – 1732. október 31.), később ( 1675-től) savoyai uralkodó herceg, 1713-tól Szicília királya, majd 1720-tól az első szárd–piemonti király. Feleségei Anne Marie d’Orléans, majd Jeanne Baptiste d’Albert de Luynes hercegnők voltak, akiktől összesen nyolc gyermeke született.

Károly Emánuel hercegnek ezen felül még három különböző szeretőjéről tudunk, tőlük öt illegitim fia született.
Károly Emánuel halála (1675) után özvegye, Marie-Jeanne-Baptiste de Savoie-Nemours (Maria Giovanna Battista) lett a hercegség régense és a kiskorú trónörökös gyámja.

## Megnevezése
- 1634. június 20. – 1638. október 4. Őfensége Savoyai Károly Emánuel herceg
- 1638. október 4. – 1675. június 12. Őfensége Savoya hercege